# Robert Benoist
Robert Marcel Charles Benoist (Auffargis, 20 de março de 1895 – Buchenwald, 9 de setembro de 1944) foi um piloto de Grand Prix francês e herói de guerra.

## Juventude
Nascido perto de Rambouillet, Île-de-France, França, Robert Benoist era filho do Barão Henri de Rothschild. Quando jovem, Benoist serviu durante a Primeira Guerra Mundial na infantaria francesa, em seguida, como um piloto de caça na Armée de l'Air e por último como instrutor de voo.

## Piloto de Grande Prêmio
À procura de aventuras no mundo pós-guerra, Benoist trabalhou para a empresa de carros de Marçay como piloto de testes. Então, mudou-se para Salmson e foi muito bem sucedido em corridas de cyclecar antes de ser contratado para pilotar para Delage, em 1924. No ano seguinte, junto de Albert Divo, ganhou o Grande Prêmio da França na corrida que ceifou a vida do piloto italiano  Antonio Ascari.
Em 1927, conduzindo um Delage 15-S-8, Benoist venceu o Grande Prêmio francês, o espanhol, o italiano e o Grande Prêmio Britânico, ganhando o título de campeão da temporada para a fabricante francesa.

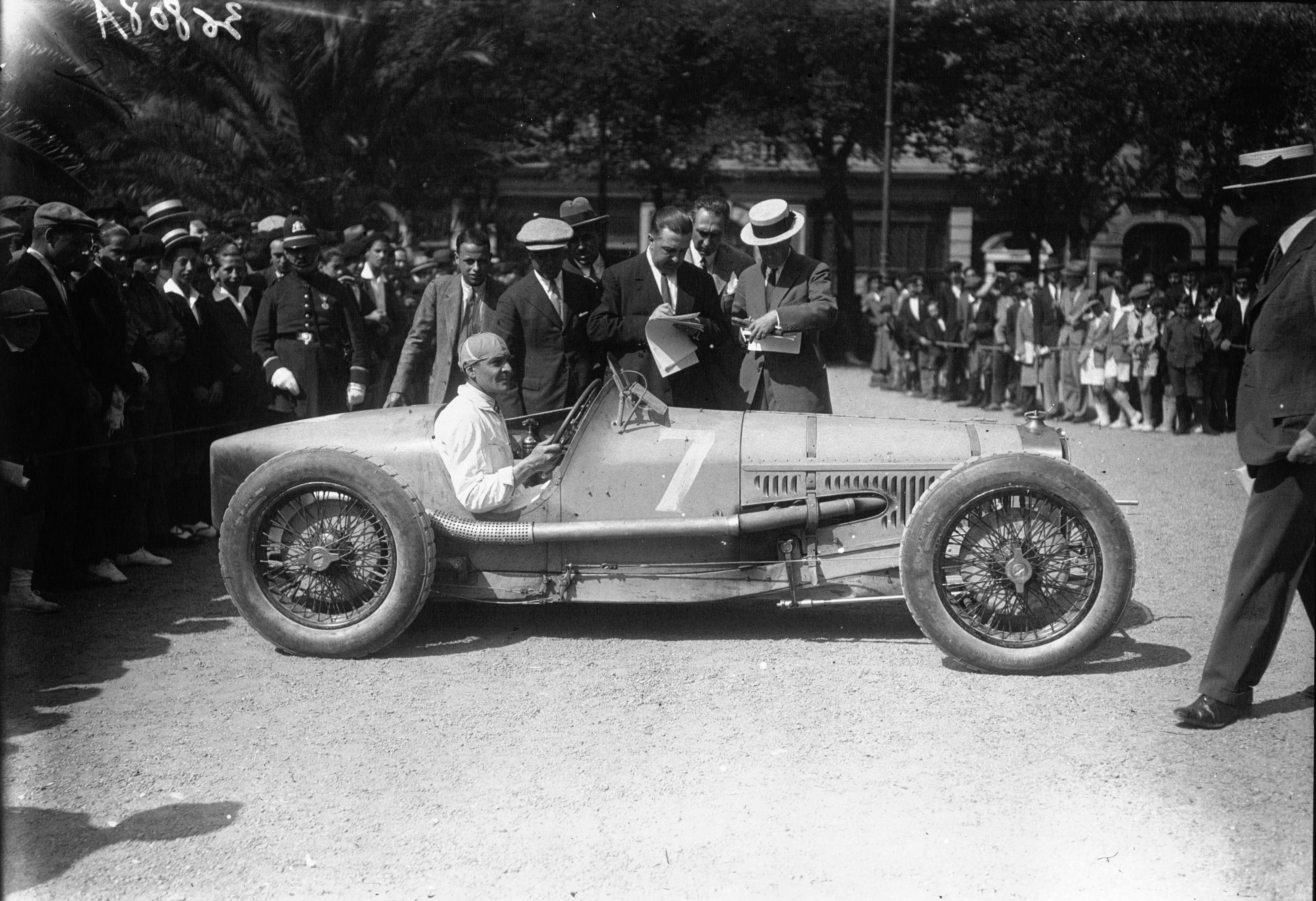
Benoist em 1926 no San Sebastián Grand Prix

Quando a Delage saiu do mundo das corridas, Robert Benoist foi nomeado gerente da Banville Garage em Paris. Ele participou de corridas ocasionais para a equipe Bugatti, terminando em segundo no San Sebastián Grand Prix em 1928, na Espanha. No ano seguinte, Benoist se juntou com Attilio Marinoni para ganhar o 24 Horas de Spa de corrida na Bélgica, dirigindo um Alfa Romeo. No final da temporada, se aposentou até 1934, quando retornou com a equipe Bugatti. Logo se tornou chefe do departamento de competição e comandou o programa Le Mans da empresa. Em 1937, fez uma parceria com Jean-Pierre Wimille para ganhar as 24 horas de Le Mans. Após essa vitória, Benoist aposentou-se permanentemente, mas continuou a gerenciar o departamento de competição da Bugatti até ser convocado para a Força Aérea francesa.

## Segunda Guerra Mundial
Além de Jean-Pierre Wimille, Robert Benoist tornou-se amigo de outro piloto de Grand Prix, William Grover-Williams. Quando a Segunda Guerra Mundial eclodiu e a França foi ocupada, estes três pilotos de corrida fugiram para a Inglaterra, onde se juntaram a Executiva de Operações Especiais como agentes secretos para retornar para a França e auxiliar a Resistência francesa. Benoist foi encomendado para o Exército Britânico como capitão. Após saltar de paraquedas na França, Benoist ajudou a organizar grupos de sabotagem e com ajuda de William Grover-Williams transportou as armas que eram enviadas de paraquedas da floresta em Rambouillet  para sua casa em Auffargis, para armazenamento e distribuição.
Em junho de 1943, a rede "Prosper" em Paris colapsou e os seus líderes, Francisco Suttill e Andrée Borrel, foram presos pela Gestapo. Em agosto, a casa de Benoist foi invadida pela Gestapo e Grover-Williams foi capturado e executado com Francisco Suttill no campo de concentração de Sachsenhausen.

### Captura e fuga
Três dias mais tarde, Robert Benoist foi detido em Paris. Ao ser conduzido para a sede da Gestapo, Benoist saltou do veículo em movimento e fugiu, com a ajuda da resistência, eventualmente, voltou de forma clandestina para a Inglaterra.

### Novas missões
Mais tarde, Benoist iria voltar para a França para uma segunda missão, com duração a partir de outubro de 1943 até fevereiro de 1944, depois da qual ele retornou a Londres por um curto período de tempo antes de voltar para a França, em Março, para trabalhar na área de Nantes com a agente Denise Bloch.
Robert Benoist foi preso em 18 de junho de 1944 e enviado para o campo de concentração de Buchenwald, onde foi executado três meses mais tarde, em 9 de setembro.

## Homenagens
Após a rendição Alemã, em 9 de setembro de 1945, a corrida de automóveis "Coupé Robert Benoist" foi realizada em Paris, em sua memória.
O capitão Robert Benoist está registrado no Brookwood Memorial em Surrey, Inglaterra , e como um dos agentes da SOE que morreram pela libertação da França, ele é listado no "Roll of Honor" no Valençay SOE Memorial na cidade de Valençay, no departamento de Indre  na França.
Em sua homenagem, a aldeia de Auffargis deu seu nome a uma rua e é no cemitério no adro da igreja, na "Allée Robert Benoist", que o companheiro e pioneiro piloto de corrida, Ferenc Szisz está enterrado. Entre as  arquibancadas restantes ainda de pé do circuito da França Reims-Gueux, há uma chamada "Tribune Robert Benoist".